# William Unruh
William G. Unruh (ur. 28 sierpnia 1945 w Winnipeg) – kanadyjski fizyk.

## Życiorys
W 1967 uzyskał tytuł B.A. (licencjat) w University of Manitoba, a następnie M.A (magisterski) na Uniwersytecie w Princeton (1969). Tamże uzyskał doktorat w 1971.
W latach 1971–1972 był na stypendium podoktoranckim w National Research Council Canada w Londynie, następnie jako stypendysta Millera w Uniwersytecie Kalifornijskim (1973-1974). Od 1974 do 1976 pracował jako assistant proffesor na Uniwersytecie McMastera (Ontario), a od 1976 jako assistant proffesor, a następnie profesor na Uniwersytecie Kolumbii Brytyjskiej. Od 1986 jako research fellow w Canada Institute Advanced Research (Toronto), gdzie był pierwszym dyrektorem Cosmology Program (1986-1996).
Jest autorem ważnych prac z dziedziny fizyki kwantowej, teorii grawitacji i kosmologii. W 1976 opisał efekt Unruha. Podczas prac stworzył wiele koncepcji i narzędzi badawczych (Próżnia Unruha, detektor cząsteczek Unruha, temperatura Unruha).

## Nagrody[2]
- Steacie Prize przyznana przez National Research Council
- Medal Herzberga - (Canadian Association of Physicists)
- Rutherford Memorial Medal - (Royal Society of Canada)

Jest członkiem Royal Society of Canada i Royal Society of London

## Życie prywatne
W 1974 ożenił się z M. Patricią Truman, ich synem jest Daniel B. Unruh.